# Luka Vešner Tičić
Luka Vešner Tičić (* 25. Oktober 2000 in Maribor) ist ein slowenischer Fußballspieler.

## Sportlicher Werdegang
Vešner Tičić entstammt der Jugend des NK Železničar Maribor, 2013 wechselte er in den Nachwuchsbereich des NK IB 1975 Ljubljana. 2018 schloss der Mittelfeldspieler sich dem Zweitligisten ND Ilirija 1911 an, mit dem er am Ende der Spielzeit 2018/19 als Tabellenvorletzter in die Drittklassigkeit abstieg. Daraufhin zog er zum Ligakonkurrenten NK Krka weiter, mit dem er am Ende der Zweitligasaison 2020/21 die Relegation zur Slovenska Nogometna Liga erreichte. Nach einer 0:2-Hinspielniederlage gegen den FC Koper war ein 3:2-Rückspielerfolg zu wenig, um in die höchste Spielklasse aufzusteigen.
Vešner Tičić hatte jedoch das Interesse des Relegationsgegners geweckt und schloss sich im Sommer 2021 dem FC Koper an. Mit dem Klub wurde er in der Erstligaspielzeit 2021/22 Vizemeister hinter dem NK Maribor. Zudem erreichte er im Pokalwettbewerb 2021/22 das Endspiel, Doppeltorschütze Lamin Colley und Andrej Kotnik führten den Klub als Torschützen zu einem 3:1-Erfolg über den NK Bravo. In den folgenden beiden Spielzeiten platzierte er sich mit dem Klub im mittleren Tabellenbereich. Nachdem er zeitweise in der slowenischen U-21-Auswahlmannschaft aufgelaufen war, rückte er 2024 in den erweiterten Kreis der A-Nationalmannschaft. Im Januar 2024 debütierte er beim 1:0-Erfolg gegen die US-Auswahl nach einem Treffer von Nejc Gradišar im Nationaltrikot, als eine im Wesentlichen aus Spielern der slowenischen Liga sowie aus Meisterschaften mit einer längeren Winterpause bestehende Auswahlmannschaft zusammengestellt wurde.
Im Sommer 2024 verließ Vešner Tičić Slowenien, um sich dem vom Serben Saša Ilić trainierten russischen Erstligisten FK Nischni Nowgorod anzuschließen.